# Pelagial
Das Pelagial (altgriechisch πέλαγος pélagos „Meer“) ist bei Seen und dem Meer der uferferne Freiwasserbereich oberhalb der Bodenzone (Benthal). Bei Seen reicht er von der Seemitte zum Ufer hin bis zu den ersten wurzelnden Wasserpflanzen. Im Meer wird mit Pelagial der freie Wasserkörper sowohl in Küstennähe über dem Kontinentalschelf als auch auf dem offenen Ozean bezeichnet.

## Die Pelagischen Zonen

Die Tiefenzonen des marinen Pelagials, nicht maßstäblich

Im Meer gliedert sich das Pelagial horizontal in eine neritische Provinz über dem Kontinentalschelf einschließlich der Küsten- bzw. Gezeitenzone und in eine ozeanische Provinz jenseits der Schelfkante. Für Sedimente und Sedimentgesteine, von denen eine jeweils entsprechende Entstehungsumgebung angenommen wird, gilt eine leicht abweichende Terminologie: Schelfablagerungen werden als neritische Sedimente und ozeanische Ablagerungen als pelagische Sedimente bezeichnet (siehe → Faziestypen mariner Sedimentgesteine). Vertikal gliedert sich das Pelagial gemäß der geomorphologischen Unterteilung des Gewässerbodens entlang des Kontinentalhangs in fünf Tiefenzonen.

### Epipelagial
Das Epipelagial (griechisch ἐπί epí „auf“) reicht bis in eine Tiefe von 200 Metern im Meer oder, seltener, in einem See und zeichnet sich durch eine positive Bioproduktivität sowie den höchsten Artenreichtum innerhalb des Ökosystems aus. Neben Plankton lebt hier auch das Nekton – insbesondere Fische, Meeressäuger, Krebse und Kopffüßer. Die epipelagische Zone wird von der Sonne durchflutet und erlaubt daher vielzelligen Algen, höheren Pflanzen und photoautotrophen Kleinstlebewesen, Photosynthese zu betreiben. Der Bereich des Epipelagials, in welchem dies möglich ist, hängt von den Eigenschaften eines Gewässers ab und heißt euphotische Zone.

### Mesopelagial
Das Mesopelagial (griechisch μέσος mésos „mittig“) erstreckt sich von 200 bis 1000 Metern Tiefe und liegt damit als Dämmerzone des Meeres zwischen der hellen und den dunklen Tiefenzonen, woher auch sein Name rührt. Seine Untergrenze markiert den Beginn der eigentlichen Tiefsee, der aphotischen Zone. Obgleich noch ein wenig blaues Licht in diese Tiefen vordringt, gibt es keine Photosynthese und somit auch keinen Pflanzenbewuchs mehr; ab und zu findet sich jedoch Plankton. Im Mesopelagial leben beispielsweise die Tiefsee-Beilfische.

### Bathypelagial
Das Bathypelagial (griechisch βαθύς bathýs „tief“) reicht von 1000 bis zu 4000 Metern Tiefe. Der Druck beträgt in dieser Tiefenzone bis etwa 400 bar. Es ist kein Sonnenlicht mehr vorhanden, nur einige Fische und Bakterien erzeugen Licht durch Biolumineszenz. Unter den in dieser Zone lebenden Tieren finden sich unter anderem Kalmare und Kraken.

### Abyssopelagial
Das Abyssopelagial (griechisch ἄβυσσος ábyssos „bodenlos“) reicht von 4000 bis 6000 Metern Tiefe. Die hier lebenden Tiere, unter anderem Tiefsee-Anglerfische, bewegen sich bei Temperaturen nahe dem Gefrierpunkt sowie einem Druck von bis zu 600 bar. Da Nahrung in diesen Tiefen spärlich ist, haben sich bei einigen Tieren auffallend große Münder entwickelt, sodass sie jedwede Beute machen können.

### Hadopelagial
Das Hadopelagial (von griechisch Ἄιδης „Hades“, der griechischen Unterwelt) ist die tiefste Zone und reicht von 6000 bis zu circa 11.000 Metern Tiefe, dem tiefsten Punkt der Weltmeere im Marianengraben. Hier ist der Druck bis zu 1100-mal höher als an der Wasseroberfläche. Die Temperatur ist, wie im Abyssopelagial, nahe am Gefrierpunkt. Zu den hier vorkommenden Lebewesen gehören Riesenflohkrebse, Scheibenbäuche und Borstenwürmer.

### Eupelagial und Hemipelagial
Als Eupelagial (griechisch εὖ eu „gut, wohl“) oder eupelagisch bezeichnet man den Bereich von mehr als 2400 Metern Tiefe. Er schließt also die vorgenannten Zonen teils ein. Das Hemipelagial (von griechisch ἥμισυς hemisys „halb“) umfasst die dem Eupelagial vorgelagerte Zone im Bereich von 800 bis 2400 Metern. Die Begriffe finden in der Geologie bei der Betrachtung von Sedimenten Verwendung (litorale, hemipelagische und eupelagische Sedimente, pelagischer Regen).
Nach Ansicht einiger Meeresbiologen lassen sich Bathypelagial, Abyssopelagial und Hadopelagial (auch pelagisches Hadal, Hadalpelagial, hadopelagische Zone) anhand ihrer hydrologischen und biologischen Merkmale nicht unterscheiden. Aus diesem Grunde werden sie häufig zu einer Zone, der Tiefsee, zusammengefasst.

## Produktionsbiologische Zonen
Das Pelagial lässt sich ähnlich wie das Benthal (analog Litoral und Profundal) in zwei produktionsbiologische Zonen einteilen.
1. In eine trophogene Zone (Nährschicht, das heißt, es wird mehr Sauerstoff und Biomasse erzeugt als verbraucht)
2. In eine tropholytische Zone (Zehrschicht, das heißt, es wird weniger Sauerstoff und Biomasse erzeugt als verbraucht).

Die Grenze zwischen den beiden Zonen wird als Kompensationsebene bezeichnet (Photosynthese = Respiration ⇒ Biogene Nettoproduktion = 0). Sie liegt dort, wo die für die Photosynthese verfügbare Restlichtmenge so gering ist, dass von den Pflanzen (Produzenten) in der Licht- und Dunkelreaktion erzeugter Sauerstoff und Biomasse durch Respiration von ihnen wieder vollständig verbraucht werden. In den größeren (also tropholytischen) Wassertiefen müssen darum der für die Organismen zum Leben notwendige Sauerstoff und alle Nährstoffe durch Stofftransport aus der trophogenen Schicht kommen oder die Bewohner steigen auf (vertikale Wanderung) und holen sich aktiv die benötigten Stoffe. Die tatsächliche Lage der trophogenen Schicht und damit auch der Kompensationsebene ist von der aktuellen Photosyntheseleistung abhängig, die wiederum von verschiedenen Faktoren beeinflusst wird. So wird die Lichtdurchlässigkeit des Wassers von den lokalen Gegebenheiten (Wassertrübung, Planktondichte) bestimmt, die Photosyntheseleistung schwankt in höheren Breiten direkt mit dem Verlauf der Jahreszeiten.
Die im Pelagial lebenden Organismen gehören dem passiv treibenden Plankton oder dem aktiv schwimmenden Nekton an.